# Гексафторфосфорна кислота
Гексафторфосфорна кислота відноситься до сімейства солей, отриманих шляхом поєднання пентафториду фосфору та фтористоводневої кислоти. Ідеалізована хімічна формула гексафторфосфорної кислоти записується як HPF6, що також записують як H[PF]6.
Як і багато сильних кислот, гексафторфосфорна кислота зберігається лише в розчині. Вона екзотермічно реагує з водою з утворенням гексафторфосфату оксонію (H3OPF6) і плавикової кислоти. Крім того, такі розчини часто містять продукти, отримані в результаті гідролізу зв'язків P-F, включаючи HPO
2F
2, H
2PO
2F і H
3PO
4, і їх сполучених основ. Гексафторфосфорна кислота роз'їдає скло. При нагріванні вона розкладається з утворенням фтороводню.
Кристалічна гексафторфосфорна кислота була отримана у вигляді гексагідрату, де PF−
6 оточена зрізаними октаедричні клітками, визначені водою та протонами. ЯМР-спектроскопія показує, що розчини, отримані з цього гексагідрату, містять значну кількість фтороводню.
У той час як зразки із формулою гексафторфосфорної кислоти (HPF6) залишаються невідомими, аналогічна молекулярна гексафторарсенійна кислота (HAsF6) була кристалізована.